# 格雷戈里·米德爾頓
格雷戈里·米德爾頓（英語：Gregory Middleton）是一名加拿大電影攝影師，他因在電影《珍愛手札》中的工作而獲得第29屆吉尼獎的最佳攝影獎。
米德爾頓還憑藉《特別的吻給特別的你》獲得1997年第18屆吉尼獎提名，憑藉《暫時停止接觸》獲得1998年第19屆吉尼獎提名，憑藉《愛你的五種方法》獲得1999年第20屆吉尼獎提名，憑藉《Between Strangers》獲得2022年第23屆吉尼獎提名，以及憑藉《墮落天使》獲得2004年第24屆吉尼獎提名。他還因在中的工作而兩次獲得艾美獎單機系列（一小時）傑出攝影獎提名。他與穆罕默德·迪亞布一起為Disney+的超級英雄網路影集《月光騎士》擔任攝影師。
米德爾頓是不列顛哥倫比亞大學的校友。

## 外部連結
- 格雷戈里·米德爾頓在互联网电影资料库（IMDb）上的資料（英文）